# Чіп Борис Миколайович
Борис Миколайович Чіп (5 вересня 1946, Покровська Багачка, Хорольський район, Полтавська область) — український поет, драматург, перекладач та журналіст. Автор історико-біографічного роману «Микола Пимоненко». Член Національної Спілки письменників України. Лауреат літературної премії імені Володимира Сосюри та мистецької премії «Київ» ім. Євгена Плужника.
На вірші поета пише музику Марія Бурмака.

## Біографія
Народився селі Покровська Багачка Хорольського району Полтавської області, у розпал третього Голодомору. Закінчив Полтавський педагогічний інститут.
Друкуватися почав у 1960-их. Автор багатьох поетичних збірок, зокрема «Очі мого батька», «Плин», «Двокрилля», «Їжачок-заздрісник» (для дітей), «Живець», «Серпневе освідчення», «Веселі мандрівки», «Підкова», «Камбіз або Час Крові» (драма); роману «Микола Пимоненко» (у співавторстві), повістей «Дума про Старого Лиса», «Свято сакури», «Повернення Легкокрилки», книжки трагедій «Святополк Окаянний».